# Campeonato de Portugal de 1931–32
O Campeonato de Portugal 1931–32 foi a 11ª edição do Campeonato de Portugal. O FC Porto venceu esta edição pela terceira vez.
Nesta edição, os jogos a partir dos oitavos, quartos de final e meias-finais foram disputadas a duas mãos.

## Participantes
- Algarve (3): Lusitano VRSA, Olhanense, Portimonense
- Aveiro (1): SC Espinho
- Coimbra (2): Académica OAF, SC Conimbricense
- Évora (2): Juventude de Évora, Lusitano de Évora
- Leiria (2): Ginásio Lis, Marinhense
- Lisboa (6): Belenenses, Benfica, Carcavelinhos, Casa Pia, Sporting, União Lisboa
- Madeira (1): CS Marítimo
- Porto (5): Académico FC, Boavista, Leça, Porto, Salgueiros
- Portalegre (1): Estrela de Portalegre
- Santarém (1): Operário de Santarém
- Setúbal (3): Barreirense, Luso FC, Vitória de Setúbal
- Viana do Castelo (1): Sport Clube Vianense
- Vila Real (1): Vila Real

## 1ª Eliminatória
As partidas foram disputadas a 3 de abril de 1932.
|                | Resultado |                      |
| -------------- | --------- | -------------------- |
| Luso FC        | 6 - 2     | Lusitano VRSA        |
| Barreirense    | 3 - 2     | Marinhense           |
| SC Espinho     | 4 - 1     | Académico FC         |
| SC Salgueiros  | 12 - 1    | Vila Real            |
| Vitória FC     | 6 - 3     | Portimonense         |
| União Lisboa   | 6 - 0     | SC Conimbricense     |
| Casa Pia AC    | 1 - 0     | Juventude Évora      |
| Boavista       | 2 - 0     | Vianense             |
| Académica OAF  | 2 - 0     | Leça FC              |
| FC Porto       | 18 - 0    | Ginásio Lis          |
| Lusitano Évora | 1 - 7     | Sporting             |
| Belenenses     | 4 - 2     | Operário de Santarém |
| Benfica        | 2 - 1     | Est. Portalegre      |
| Olhanense      | 1 - 0     | Carcavelinhos        |

## Oitavos de final
A 1ª mão disputou-se a 15 de maio, a 2ª mão a 22 de maio de 1932.
|                      |                  | 1ª mão | 2ª mão |
| -------------------- | ---------------- | ------ | ------ |
| Lusitano VRSA        | SC Espinho       | 4 - 0  | 0 - 1  |
| Boavista             | Marinhense       | 4 - 1  | 2 - 3  |
| Vitória FC           | SC Conimbricense | 8 - 1  | 3 - 1  |
| Operário de Santarém | Leça FC          | 2 - 2  | 5 - 2  |
| Benfica              | Olhanense        | 5 - 1  | 0 - 2  |
| FC Porto             | Casa Pia AC      | 2 - 1  | 4 - 2  |
| Lusitano de Évora    | SC Salgueiros    | 3 - 2  | 1 - 1  |

## Quartos de final
A 1ª mão disputou-se a 29 de maio, a 2ª mão a 5 de junho de 1932.
|             |              | 1ª mão | 2ª mão |
| ----------- | ------------ | ------ | ------ |
| Marítimo    | FC Porto     | 0 - 0  | 2 - 3  |
| Belenenses  | União Lisboa | 4 - 0  | 1 - 2  |
| Barreirense | Olhanense    | 2 - 0  | 2 - 3  |
| Benfica     | Luso FC      | 1 - 0  | 2 - 2  |

## Meias-finais
A 1ª mão disputou-se a 19 de junho e a 2ª mão a 26 de junho de 1932.
|            |             | 1ª mão | 2ª mão |
| ---------- | ----------- | ------ | ------ |
| Benfica    | FC Porto    | 1 -2   | 0 - 3  |
| Belenenses | Barreirense | 1 - 0  | 3 - 3  |

## Final
| 3 de julho de 1932 | FC Porto                                                  | 4 – 4               | Belenenses                                        | Campo do Arnado, Coimbra |
|                    | Pinga 18', 25' · Francisco Castro 55' · Valdemar Mota 61' | [carece de fontes?] | Augusto Silva 63', 71', 88' · Heitor Nogueira 76' |                          |

## Finalíssima
| 17 de julho de 1932 | FC Porto                               | 2 – 1               | Belenenses          | Campo do Arnado, Coimbra |
|                     | Pinga 11' (g.p.) · Acácio Mesquita 62' | [carece de fontes?] | Bernardo Soares 38' |                          |